# الحزب الليبرالي الإسرائيلي
الحزب الليبرالي الإسرائيلي ((بالعبرية: מפלגה ליברלית ישראלית‏) , Miflaga Libralit Yisraelit) هو حزب سياسي في إسرائيل تأسس عام 1961. لقد كان أحد رواد الليكود الحديث. تم إنشاء الحزب من خلال اندماج الحزب التقدمي الوسطي وجنرال الصهاينة, مما شكل حزبًا يمينيًا قائمًا على الطبقة الوسطى. سرعان ما انفصل التقدميون عن حزب الليبراليين المستقلين عام 1964.

## تاريخ

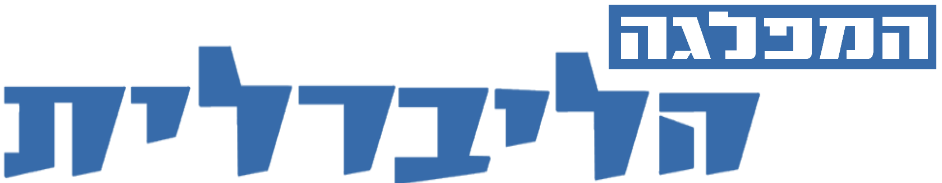
شعار آخر للحزب

تعود جذور الحزب الليبرالي إلى الصهاينة العامين, الوسطيين الذين سعوا لتوحيد جميع الصهاينة دون اعتبار للميول الاشتراكية أو التحريفية أو الدينية, وشددوا على التنمية الصناعية والمشاريع الخاصة. انقسمت المجموعة إلى جناحين في عام 1935: كانت الأغلبية, الجنرال الصهاينة أ, بقيادة حاييم وايزمان, على اليسار ؛ كان الجنرال الصهاينة ب على اليمين. كان كلاهما مكونًا من رجال الصناعة والتجار وأصحاب العقارات والمهنيين ذوي الياقات البيضاء والمثقفين. اندمجوا مرة أخرى في عام 1946 ليشكلوا الحزب الصهيوني العام, لكنهم انقسموا مرة أخرى في عام 1948 عندما ساعدت المجموعة أ في تشكيل الحزب التقدمي.
تم تشكيل الحزب الليبرالي في 8 مايو 1961, في نهاية الدورة الرابعة للكنيست, عندما اندمج الحزبان مرة أخرى, وشغلا 14 مقعدًا في الكنيست. تمت الدعوة لإجراء انتخابات مبكرة عام 1961 بعد أن قدم الصهاينة وحيروت اقتراحًا بحجب الثقة عن الحكومة بشأن قضية لافون. في انتخابات عام 1961, حصل الحزب على 17 مقعدًا, وهو نفس عدد حيروت, مما جعله ثاني أكبر حزب مشترك بعد ماباي بزعامة دافيد بن غوريون.
في أوائل عام 1964, ظهرت نداءات عفوية بين الوسطيين واليمينيين من جميع الفصائل من أجل كتلة برلمانية مشتركة لتقويض هيمنة ماباي. في عام 1965 أجرى الحزب مناقشات مع حزب حيروت الذي يتزعمه مناحيم بيغن حول الاندماج المحتمل. سرعان ما وافق غالبية الليبراليين وحيروت على الخطة, لكن بعض أعضاء الكنيست, الذين يمثلون كل الجناح التقدمي تقريبًا, رفضوا الانضمام إلى التحالف الجديد لأنهم وجدوا أن حيروت متشدد للغاية.  انفصل سبعة أعضاء كنيست سابقين عن الحزب التقدمي بقيادة بنشاس روزين احتجاجًا على تشكيل الليبراليين المستقلين في 16 مارس 1965. يوم 25 مايو عام 1965، اندمجت الحزب الليبرالي مع حيروت لتشكيل Gahal, وهو اختصار العبرية لحيروت-الليبراليين كتلة (بالعبرية: גוש חרות-ליברלים، جوش حيروت-Libralim)، على الرغم من اصل الطرفان على وظيفة وفصائل مستقلة داخل التحالف.
كان تشكيل حزب غاهال نقطة تحول رئيسية في السياسة الإسرائيلية, حيث كان يمثل أول تحدٍ خطير لهيمنة ماباي. بحلول نهاية جلسة الكنيست, حصل غاهال على 27 مقعدًا, أي أقل بسبعة مقاعد فقط من مقاعد مباي البالغ عددها 34 (تقلص من 42 بعد أن كان 8 أعضاء كنيست بقيادة بن غوريون قد انفصلوا عن رافي).
قبل انتخابات عام 1973, اندمج حزب غاهال مع عدد من الأحزاب اليمينية الصغيرة بما في ذلك الوسط الحر (المنشق عن حزب غال) والقائمة الوطنية والحركة غير البرلمانية لإسرائيل الكبرى لتشكيل كتلة الليكود. صنع الحزب الجديد التاريخ عندما أطاح باليسار من السلطة بفوزه في انتخابات عام 1977. انتهى الحزب الليبرالي أخيرًا في عام 1988 عندما أصبح الليكود حزبًا موحدًا.
في عام 1986, أسس قادة الحزب الليبرالي البارزون (لم يكن أي منهم في الكنيست) الذين عارضوا الانضمام إلى الليكود حزبًا يسمى الوسط الليبرالي, متهمين القيادة الحالية بالتخلي عن سياسات الحزب التقليدية من أجل استيعاب الحيروت. كان الحزب معتدلاً في السياسة الخارجية. في ذلك الوقت أيدت التنازل عن أجزاء من الضفة الغربية للأردن في معاهدة سلام. كان لديه نهج يمين الوسط للسياسات الاقتصادية والاجتماعية. في عام 1988, انضم إلى حزب «شينوي» مع الليبراليين المستقلين, وشكلوا حركة الوسط-شينوي. أيد التكتل الجديد الأرض مقابل السلام مع العرب وحماية الحقوق الفردية, وعارض الإكراه الديني. وعارضت علناً الانضمام إلى حكومة يقودها الليكود والأحزاب الدينية. كما اختلف عن حزب العمل في دعمه لاقتصاد السوق الحر.
واليوم, لا تزال بقايا من الحزب الليبرالي, المجموعة الإسرائيلية الليبرالية, عضوًا نشطًا في الليبرالية الدولية, التي انضمت إليها في عام 1990.

## القادة
| زعيم | زعيم | زعيم            | تولى منصبه | ترك المكتب |
| ---- | ---- | --------------- | ---------- | ---------- |
| 1    |      | بنحاس روزن      | 1961       | 1965       |
| 2    |      | بيرتز برنشتاين  | 1961       | 1965       |
| 3    |      | يوسف سيرلين     | 1965       | 1971       |
| 4    |      | يوسف سابير      | 1971       | 1972       |
| 5    |      | اليمليخ رمالت   | 1971       | 1975       |
| 6    |      | سمحا إرليش      | 1975       | 1983       |
| 7    |      | بنشاس غولدشتاين | 1983       | 1988       |

| Election | Votes                        | %    | Seats    | +/– | Leader                    |
| -------- | ---------------------------- | ---- | -------- | --- | ------------------------- |
| 1961     | 137,255 (#3)                 | 13.6 | 17 / 120 | –   | بنحاس روزن بيرتز برنشتاين |
| 1965     | 256,957 (#2) (كجزء من جاحال) | 21.3 | 11 / 120 | ▼ 6 | ياوسيف سيرلين             |
| 1969     | 296,294 (#2) (كجزء من جاحال) | 13.6 | 11 / 120 | 0   | ياوسيف سيرلين             |
| 1973     | 473,309 (#2) (كجزء من ليكود) | 30.2 | 13 / 120 | ▲ 2 | اليميليخ ريمالت           |
| 1977     | 583,968 (#1) (كجزء من ليكود) | 33.4 | 15 / 120 | ▲ 2 | سيمها ارليتش              |
| 1981     | 718,941 (#1) (كجزء من ليكود) | 37.1 | 18 / 120 | ▲ 3 | سيمها ارليتش              |
| 1984     | 661,302 (#2) (كجزء من ليكود) | 31.9 | 14 / 120 | ▼ 4 | بنحاس جولدستين            |